# Piz Tavrü
Piz Tavrü är en bergstopp i Schweiz.   Den ligger i regionen Engiadina Bassa/Val Müstair och kantonen Graubünden, i den östra delen av landet, 220 km öster om huvudstaden Bern. Toppen på Piz Tavrü är 3 168 meter över havet.
Terrängen runt Piz Tavrü är bergig åt nordost, men åt sydväst är den kuperad. Runt Piz Tavrü är det glesbefolkat, med 10 invånare per kvadratkilometer.. Närmaste större samhälle är Scuol, 13,1 km norr om Piz Tavrü. 
Trakten runt Piz Tavrü består i huvudsak av gräsmarker.